# Александрфельдська волость
Александрфельдська волость (Суворівська волость) — історична адміністративно-територіальна одиниця Одеського повіту Херсонської губернії.
Станом на 1886 рік складалася з 5 поселень, 5 сільських громад. Населення — 1110 осіб (577 осіб чоловічої статі та 533 — жіночої), 209 дворових господарств.
|                     | Площа, десятин | У тому числі орної, дес. |
| ------------------- | -------------- | ------------------------ |
| Сільських громад    | —              | —                        |
| Приватної власності | 13962          | 10096                    |
| Казенної власності  | —              | —                        |
| Іншої власності     | —              | —                        |
| Загалом             | 13962          | 10096                    |

Поселення волості:
- Александрфельд (Адамівка) — колонія німців при Сасик за 75 верст від повітового міста, 258 осіб, 45 дворів, лютеранський молитовний будинок, школа, парова маслобійка.
- Вільгемсталь (Василівка) — колонія німців при Сасик, 228 осіб, 42 двори, лютеранський молитовний будинок, школа.
- Гофнунсбург (Попільна) — колонія німців при Сасик, 216 осіб, 43 двори, лютеранський молитовний будинок.
- Красне — колонія німців при Сасик, 201 особа, 41 двір, римо-католицький молитовний будинок, поштова станція, школа, лавка.
- Севастянфельд (Малахов) — колонія німців при Сасик, 216 осіб, 43 двори, школа.

У 1916 році Суворівська (Александрфельдська) волость нараховувала 5 населених пунктів, займала площу  10583 десятин, населення — 1813 осіб, чоловіків — 805, жінок — 1008, дворів — 1813.
7 (20) листопада 1917 року, відповідно до Третього Універсалу Української Центральної Ради, увійшла до складу Української Народної Республіки.  